# Madison Twist
Albums de Johnny Hallyday
Retiens la nuit (33 tours 25cm)
(1962) L'Idole des jeunes (33 tours 25cm)
(1963)
Madison Twist est le 6e 33 tours 25cm - le 3e chez Philips - de Johnny Hallyday, il sort le 27 juin 1962.

## Autour du disque
33 tours 25 cm Philips, références originales : mono B 76557 / stéréo 840930 BZ

## Titres
| 1. | Madison Twist (Meet Me At The Twistin'Place)        | Georges Aber (adaptation) | Sam Cooke                   |  |
| 2. | Hey Baby (Hey Baby)                                 | M. Teze (adaptation)      | Channel, Cobb               |  |
| 3. | Une fille comme toi (A Girl Like You)               | R. Mamoudy (adaptation)   | J. Lordan                   |  |
| 4. | Serre la main d'un fou (Shake The Hand Of A Fool)   | Jil et Jan (adaptation)   | Margie Singleton            |  |
| 5. | Ce n'est pas juste après tout                       | Charles Aznavour          | Georges Garvarentz          |  |
| 6. | Pas cette chanson (Don't Play That Song (You Lied)) | Ralph Bernet (adaptation) | Ahmet Ertegun, Betty Nelson |  |
| 7. | Dans un jardin d'amour (Garden Of Love)             | Jil et Jan (adaptation)   | Gene Pitney                 |  |
| 8. | Laissez-nous twister (Twistin' the Night Away)      | André Pascal (adaptation) | Sam Cooke                   |  |

## Classements hebdomadaires
| Classement (2003) | Meilleure position |
| ----------------- | ------------------ |
| France (SNEP)     | 40                 |

| Classement (2019)            | Meilleure position |
| ---------------------------- | ------------------ |
| Belgique (Wallonie Ultratop) | 152                |